# Неготин
Неготин је градско насеље у Србији и седиште истоимене општине у Борском управном округу. Према попису из 2022. било је 14.647 становника, док је у општини Неготин живео 28.261 становник. Налази се у Неготинској Крајини, близу тромеђе Србије, Румуније и Бугарске.
Име Неготин је први пут забележено у 16. веку. Место није имало значаја до 18. века, када је постало важно војно упориште. Године 1833. Неготин је трајно ушао у састав Кнежевине Србије и отада почиње његов бржи развој, који је трајао до почетка Првог светског рата. Неготин је, између осталог, познат и као родно место композитора Стевана Мокрањца.

## Име
О постанку Неготина има више легенди. По првој, у данашњем Малом селу (један од најстаријих делова Неготина) населио се неки Негота са женом Тином, породицом и стадима оваца, јер је околина била богата бујном пашом, а около долине су се налазиле шуме и шумарци. Око њиховог стана за овце стварало се постепено насеље и од њихових имена Него и Тина, настало је име Неготин.
Друга легенда каже да су у старо време два великаша зидали градове, један где је Неготин, други на брду близу села Видровца (данашње развалине Видров града). Кад су завршили радове, тада је онај с брда рекао оном у долини: „Ја сам бољи град начинио, него ти!“ Од „него ти“ постало је име Неготин.

## Географија
Територија општине Неготин се данас географски, углавном, поистовећује са Неготинском крајином. Крајина се налази на тромеђи Србије, Румуније и Бугарске. Равница, позната под именом Неготинска низија, протеже се између Тимока и Дунава до лучне брдовите косе Видровац-Бадњево-Братујевац. Изнад ове косе наставља се равничарски плато све до планина Дели Јован и Стол, које читаво ово подручје природно одвајају од централне и западне Србије. Сам град је на око 45 m изнад нивоа мора.
- Сателитски снимак Неготина
- Планина Дели Јован
- Прерасти реке Вратне у близини Неготина

### Клима
Град Неготин се налази у низији окруженој планинама. Низија је отворена са источне и јужне стране што све доприноси специфичној клими Неготина. Неготин представља најконтиненталнију област Србије са топлим летима и хладним зимама. Током зиме температура се спушта и до -30 °C, а лети се температура пење и до 40 °C у хладу.
У зимском периоду најчешће дува западни и северозападни ветар. Пошто долази преко Хомољских планина увек наилази као хладан ветар и доноси изненадне и обилне падавине. Овај ветар је у народу познат као „горњак“ и представља најзначајнији ветар и у летњем периоду. Он је најбитнији за климу Неготина и време врло често зависи од њега. Кошава такође често дува током зиме. Она је хладан ветар, слабији од горњака, али изазива вишедневно падање ситног снега. Још се јављају и северац и југо. Снег је редовна појава на територији источне Србије. Кад облачност са кишом дође са Средоземног мора или Атлантског океана Неготинска крајина дуго остане без снега, док је централна Србија већ покривена снегом. Обрнуто, кад влажни и хладни таласи наиђу са истока или североистока, Неготинска крајина добије снежни покривач раније од осталих крајева Србије.
Клима Неготинске крајине је погодна за узгој пољопривредних култура попут винове лозе, бостана и памука.
| Клима Неготина                                   | Клима Неготина | Клима Неготина | Клима Неготина | Клима Неготина | Клима Неготина | Клима Неготина | Клима Неготина | Клима Неготина | Клима Неготина | Клима Неготина | Клима Неготина | Клима Неготина | Клима Неготина |
| Показатељ \ Месец                                | .Јан.          | .Феб.          | .Мар.          | .Апр.          | .Мај.          | .Јун.          | .Јул.          | .Авг.          | .Сеп.          | .Окт.          | .Нов.          | .Дец.          | .Год.          |
| ------------------------------------------------ | -------------- | -------------- | -------------- | -------------- | -------------- | -------------- | -------------- | -------------- | -------------- | -------------- | -------------- | -------------- | -------------- |
| Апсолутни максимум, °C (°F)                      | 21,0 (69,8)    | 23,5 (74,3)    | 26,8 (80,2)    | 32,0 (89,6)    | 35,5 (95,9)    | 41,2 (106,2)   | 42,6 (108,7)   | 40,4 (104,7)   | 37,7 (99,9)    | 32,5 (90,5)    | 25,9 (78,6)    | 21,3 (70,3)    | 42,6 (108,7)   |
| Максимум, °C (°F)                                | 4,2 (39,6)     | 6,9 (44,4)     | 12,8 (55)      | 18,7 (65,7)    | 23,9 (75)      | 28,0 (82,4)    | 30,4 (86,7)    | 30,5 (86,9)    | 24,8 (76,6)    | 17,8 (64)      | 10,3 (50,5)    | 4,7 (40,5)     | 17,8 (64)      |
| Просек, °C (°F)                                  | 0,6 (33,1)     | 2,5 (36,5)     | 7,3 (45,1)     | 12,9 (55,2)    | 18,1 (64,6)    | 22,2 (72)      | 24,1 (75,4)    | 23,7 (74,7)    | 18,1 (64,6)    | 12,1 (53,8)    | 6,3 (43,3)     | 1,4 (34,5)     | 12,4 (54,3)    |
| Минимум, °C (°F)                                 | −2,9 (26,8)    | −1,5 (29,3)    | 2,3 (36,1)     | 7,0 (44,6)     | 11,9 (53,4)    | 15,6 (60,1)    | 17,3 (63,1)    | 17,0 (62,6)    | 12,5 (54,5)    | 7,5 (45,5)     | 3,0 (37,4)     | −1,7 (28,9)    | 7,3 (45,1)     |
| Апсолутни минимум, °C (°F)                       | −28,5 (−19,3)  | −27,5 (−17,5)  | −19,0 (−2,2)   | −4,9 (23,2)    | 1,0 (33,8)     | 3,1 (37,6)     | 7,5 (45,5)     | 5,6 (42,1)     | −3,6 (25,5)    | −7,6 (18,3)    | −13,7 (7,3)    | −22,0 (−7,6)   | −28,5 (−19,3)  |
| Количина падавина, mm (in)                       | 47,9 (1,886)   | 46,7 (1,839)   | 46,3 (1,823)   | 48,8 (1,921)   | 57,8 (2,276)   | 61,3 (2,413)   | 55,7 (2,193)   | 42,7 (1,681)   | 54,6 (2,15)    | 57,2 (2,252)   | 56,0 (2,205)   | 60,0 (2,362)   | 635,0 (25)     |
| Дани са падавинама (≥ 0.1 mm)                    | 11,1           | 9,4            | 10,3           | 10,1           | 12,0           | 9,1            | 7,5            | 6,4            | 8,1            | 10,0           | 11,9           | 11,1           | 117,0          |
| Дани са снегом                                   | 7,1            | 5,1            | 2,7            | 0,1            | 0,0            | 0,0            | 0,0            | 0,0            | 0,0            | 0,2            | 2,1            | 5,0            | 22,3           |
| Релативна влажност, %                            | 79,5           | 74,7           | 67,1           | 64,6           | 65,1           | 62,7           | 59,3           | 60,2           | 67,0           | 76,1           | 81,4           | 81,9           | 70,0           |
| Сунчани сати — месечни просек                    | 80,3           | 104,3          | 158,2          | 200,7          | 250,0          | 290,2          | 323,3          | 300,5          | 213,5          | 144,0          | 72,9           | 62,7           | 2.200,6        |
| Извор: Републички хидрометеоролошки завод Србије |                |                |                |                |                |                |                |                |                |                |                |                |                |

## Историја
Трагови неолитског човека, пронађени на обали Дунава у селима Прахово, Душановац и Радујевац, сведоче да је територија данашње Неготинске крајине била насељена још у камено доба. Резултати проучавања археолошког материјала нађеног у Лепенском Виру говоре да су још пре више од шест хиљада година на обалама Дунава у Ђердапу и његовом непосредном залеђу живели људи чија је материјална култура била на завидној висини. Много је народа кроз минуле векове живело на данашњем истоку Србије бележећи напредак, развој, нестајање својих цивилизација. Подаци о њима прекривени су маглом времена, али оно што се поуздано може тврдити је да је Неготинска крајина, као непосредно залеђе Ђердапа, била вазда у прошлости мост, а сам Ђердап капија тог моста између Влашке низије и Тимочке долине, односно Балкана.

### Стари и средњи век
У време великих сеоба народа, са истока су продирала ратничка племена и није тешко замислити пустош која је остајала у пределу садашње Крајине после сваке војне најезде. Илири и Трачани (Трибали) се сматрају првим становницима Подунавља. Али зна се да су на простору Неготинске крајине свој траг оставили и Келти (Скордисци) и дошљаци из Дакије, мезијска племена Целегари и Тимаци (по којима је река Тимок, вероватно, добила име).
Римљани су у првом веку нове ере потиснули Дачане, али су током наредних векова, са промењивом ратном срећом, садашњу источну Србију (ондашњу провинцију Мезију) бранили од Гота, Сармата и Словена.
Византијски владари, немоћни пред најездом, мењају тактику према нападачима. Јустинијан I је дозволио неким словенским племенима да населе пределе од Велике Мораве до Црног мора. На територији данашње Неготинске крајине и дуж Тимока први од Словена насељавају се племена Негоци и Тимаци чиме започиње словенска историја ових крајева.
Бурна средњовековна историја садашње Крајине обележена је борбом за превласт између Византије и Бугарске, а под утицај Србије ови крајеви долазе тек у време краља Милутина почетком 13. века.

### Турска владавина
Сматра се да је Неготин насеље које је настало у време пада српске деспотовине под власт Турака, 1459. године. Међутим, најстарији до сада познати писани историјски извори о Неготину и Крајини потичу из турских пописних књига Видинског санџака из 16. века. Неготин је 1530. године, на основу тих извора, био мање сеоско насеље са 55 кућа.
Обележја типичног села Неготин има до прве половине 18. века. Значајније промене статуса бележи у време аустријске окупације (1718-1739) када је, по попису из 1736. године, достигао сто кућа. Са порастом становништва, добио је и већи војни значај. Изградњом разних одбрамбених објеката Аустријанци од Неготина стварају насеље које има статус утврђене вароши. У време аустријске владавине први пут се званично употребљава назив Крајина. У мапама је обележен Крајински диштрикт који тада има 32 насеља.
Турци у Крајини поново успостављају власт 1739. године, али и они настављају утврђивање града тако да је Неготин и у турским војним плановима сачувао, па чак и повећао, војно-стратешки значај. У другој половини 18. века области Крајине и Кључа представљају феуд султаније валиде (припадају султановој мајци) и као такве чине област са извесним степеном аутономије, јер у њима нису судили Турци него српски кнезови.
Права и повластице које је Крајина стекла након аустријске окупације 1739. године Турци су постепено укидали. То је један од разлога да су у време Аустријско-турског рата (1788-91) крајински кнежеви помагали Аустрију шаљући одреде добровољаца. Турска војска је напустила Неготин 1789. године, али ни аустријска управа није трајала дуго. Након Свиштовског мира 1791. године, Крајина је поново укључена у састав Видинског санџака, којим, међутим, тада управља проблематични Осман Пазваноглу који ускоро постаје одметник од султана.

### Неготин у модерној Србији
Неготинска крајина се није одмах прикључила устаницима у Првом српском устанку. Тек пораз Пазваноглуа код Бање 1806. године, његова смрт следеће године и српско-руско војна сарадња укључили су Крајину у устанак. После смрти неготинског оборкнеза Михајла Карапанџића, Совјет и Карађорђе су преместили хајдук-Вељка Петровића из Бање у Неготин где је он као војвода крајински, чувао источну границу Србије, утврдио град и шанчеве око њега. На тај начин Неготин је добио значајну улогу у обезбеђењу српске границе према турској видинској армији. Вељко је погинуо у одбрани града јула 1813. након чега су Турци освојили Неготин и читаву Крајину.
После слома устанка источни крајеви Србије били су под непосредном управом турске власти. Такво стање остаје до побуне и ослобођења шест нахија 1833. године. Одлучност побуњеника и интервенција кнеза Милоша пресекли су неуспешне преговоре Русије и Турске о судбини источне Србије и ставили Турску пред свршен чин. Султан је 1833. Хатишерифом потврдио припајање шест нахија Кнежевини Србији.
У новим територијалним поделама Србије, Неготин је заузео значајно место. Најпре је постао седиште Капетаније, а од 1834. и седиште великог средарства, затим окружја и седиште једног или више срезова. Од 1835. Неготин је центар Дунавско-тимочке војне области.
Половином 19. века Неготин има преко 600 кућа и око 2.700 становника, а већ 1866. број кућа порастао је на 984, а број становника на 4.325. Развојем занатства и трговине Неготин је добио низ значајних културних установа. Поред постојећих основних школа у Крајини, Неготин 1839. године добија главну школу (полугимназију). Половином 19. века у Неготину је отворена женска школа, једна од првих у Србији тог времена. Многе институције у Неготину су настале истовремено или убрзо након сличних у Београду. Читалиште је основано 1846. године, Прво позоришно-певачко друштво 1853. године, годину дана након Првог београдског певачког друштва.
Свој највећи напредак Неготин бележи до краја 1860-их, од тада почиње да стагнира и остаје у сенци других вароши које га престижу изградњом комуникација и бољим и ближим везама са Београдом. Али и поред тога, Неготин је до почетка 20. века утростручио број становника у односу на 1834. годину, тако да је у Неготину 1900 живело 6.342 становника.

### 20. век
После стварања Балканског савеза, накнадно усаглашавање ставова о неким војним аспектима српско-бугарског војног савеза обављено је од 5. до 8. маја 1912. године у Пољопривредној школи „Буково“ код Неготина. Српску делегацију на тим преговорима предводио је начелник генералштаба Радомир Путник, а Бугарску генерал Фицев.
Крајинци су водили борбу против Турака у саставу Тимочке дивизије и Друге српске армије. Турска војска је поражена на свим фронтовима. Незадовољна поделом Македоније, Бугарска је без објаве рата напала Србију и започела Други балкански рат. Тимочка дивизија првог позива у овом рату води успешне операције на линији фронта Софија-Пирот-Ниш. Највеће изненађење приредили су трећепозивци Тимочке војске који су успели да заузму утврђени град Белоградчик у Бугарској. После победе српске војске на Брегалници рат је завршен победом Србије.
У Првом светском рату, након повлачења српске војске, Бугари су окупирали Неготин и Крајину, увели бугарски језик као званични у школе, довели своје наставно особље, из наставних програма избацили све садржаје који се односе на српску културу, историју и језик. Све то, уз одговарајућу пропаганду, представља покушај Бугаризације крајинског становништва. Сви који су на било који начин пружили томе отпор, били су интернирани у логоре у Бугарској на присилан рад.
Српска војска, након опоравка на грчким острвима Видо и Крф, одлази 1916. на Солунски фронт. У борбама које су вођене на овом фронту значајну улогу има 13. пешадијски пук “Хајдук Вељко” у саставу Друге армије, која има главну улогу у пробоју Солунског фронта. После пробоја Солунског фронта, 1918. године, 13. пук, као ни друге српске јединице, није могао да учествује у ослобађању источне Србије. Тај задатак добијају савезничке војне јединице под командом француског генерала Жуиња Гамбете, који је 21. октобра 1918. године на челу коњичке бригаде и мароканских јединица ушао у Неготин.
Реорганизацијом државне управе у новој Краљевини СХС 1922. године, Неготин је изгубио статус окружне вароши и остао без окружних установа. Тек 1930. године враћен је Окружни суд у Неготин и још неке окружне и среске институције. Међутим, Неготин је коначно изгубио значај административног, војног и политичког центра источне Србије.
Прву термоелектрану Крајинци су пустили у рад 1924. године и осветлили Неготин. Изградњом прве електране 1924. године, на путу за Радујевац, у близини пружног прелаза, коначно су са неготинских улица „протерани“ фењери, а без посла су остали и људи који су о њима бринули популарно звани „патролџије“. Пионир електрификације у Србији, физичар, астроном и градитељ првих српских електрана Ђорђе Станојевић је рођени Неготинац.
Неколико година касније проширено је парно јавно купатило, а највећи подухват, започет 1930. године, исушивање неготинског рита, који је тровао живот у граду, завршен је две године касније. За ђаке учитељске школе обезбеђен је интернатски смештај, у самом центру је уређен велики парк са спомеником изгинулим у ослободилачким ратовима 1912—1918. године, нова болница и винарски подрум подигнути су од 1930. до 1932. године, а главна улица је добила коцку уместо калдрме. Појачане су саобраћајне везе речним саобраћајем преко Радујевца, најпре са два брода и две линије недељно (1932), до путничког речног саобраћаја сваког дана од 1935. године. Први аутобуси „Југославија“ и „Цар Никола“ од 1930. године саобраћали су на линији Доњи Милановац-Неготин-Кладово, а железнички саобраћај преко Ниша за Београд омогућавао је директну везу са осталим крајевима тадашње Југославије. Задржавање све три средње школе (гимназија, пољопривредна и учитељска) и враћање гарнизона Деветог пешадијског пука у Неготин (1933) довели су до наглог прилива становништва, па је Неготин у то време и називан градом ђака и војника. Место је погођено поплавом 4. јуна 1940.
Други светски рат Неготинска крајина дочекала је подељена у три среза: неготински, крајински (са седиштем у Салашу) и кабуковачки и са нешто мање од 80.000 становника. Упркос подељености Крајине, Неготин је са седам хиљада становника и даље остао економски, духовни и културни центар овог дела Србије. Иако у околини Неготина нису вођене велике борбе, већ у лето 1941. је забележен герилски отпор. Већина партизанских одреда је уништена током лета и јесени 1941. Током остатка рата нису забележене веће борбе и злочини. Исто као што су Немци без отпора ушли у град 1941, исто то су учинили партизани и Црвена армија на свом путу ка Београду и даље. Неготин је од Немаца ослобођен 12. септембра 1944. године, после трогодишње окупације, и од тада наставља да се развија као центар среза, па затим општине са 38 села.
- Централна неготинска улица у 19. веку носила је име краља Милана Обреновића
- Споменик хајдук Вељку Петровићу у Неготину
- Неготинска црква Свете Тројице изграђена у другој половини 19. века
- Централни градски трг у Неготину
- Стара неготинска чаршија у првој деценији 20. века
- Главни трг у Неготину, око 1933. године.
- Неготинска Црква Свете Тројице око 1930. године
- Трг Краља Петра, око 1937.
- Летња позорница

## Демографија
У насељу Неготин према попису 2022. године живи 12.362 пунолетних становника, а просечна старост становништва износи 45,52 година (44,13 код мушкараца и 46,80 код жена). У насељу по попису из 2022. има 10.685 стана од којих је 6.758 насељених.
Ово насеље је великим делом насељено Србима.
|             | \| Демографија[5] \| Демографија[5] \| Демографија[5] \| \| Година \| Становника \| Становника \| \| -------------- \| -------------- \| -------------- \| \| 1948. \| 6.143 \| \| \| 1953. \| 6.982 \| \| \| 1961. \| 8.635 \| \| \| 1971. \| 11.166 \| \| \| 1981. \| 15.311 \| \| \| 1991. \| 17.355 \| 16.868 \| \| 2002. \| 17.758 \| 19.314 \| \| 2011. \| 16.882 \| \| \| 2022. \| 14.647 \| \| |            |
| Демографија | |            |
| Година      | Становника | Становника |
| 1948.       | 6.143 |            |
| 1953.       | 6.982 |            |
| 1961.       | 8.635 |            |
| 1971.       | 11.166 |            |
| 1981.       | 15.311 |            |
| 1991.       | 17.355 | 16.868     |
| 2002.       | 17.758 | 19.314     |
| 2011.       | 16.882 |            |
| 2022.       | 14.647 |            |

| Етнички састав према попису из 2011.‍ | Етнички састав према попису из 2011.‍ | Етнички састав према попису из 2011.‍ | Етнички састав према попису из 2011.‍ | Етнички састав према попису из 2011.‍ |
| ------------------------------------ | ------------------------------------ | ------------------------------------ | ------------------------------------ | ------------------------------------ |
|                                      |                                      |                                      |                                      |                                      |
| Срби                                 | Срби                                 |                                      | 14.719                               | 87,18%                               |
| Власи                                | Власи                                |                                      | 486                                  | 2,87%                                |
| Роми                                 | Роми                                 |                                      | 413                                  | 2,45%                                |
| Румуни                               | Румуни                               |                                      | 68                                   | 0,40%                                |
| Македонци                            | Македонци                            |                                      | 62                                   | 0,37%                                |
| Црногорци                            | Црногорци                            |                                      | 41                                   | 0,24%                                |
| Бугари                               | Бугари                               |                                      | 37                                   | 0,22%                                |
| Албанци                              | Албанци                              |                                      | 31                                   | 0,18%                                |
| Југословени                          | Југословени                          |                                      | 22                                   | 0,13%                                |
| Хрвати                               | Хрвати                               |                                      | 21                                   | 0,12%                                |
| Муслимани/Бошњаци                    | Муслимани/Бошњаци                    |                                      | 21                                   | 0,12%                                |
| Мађари                               | Мађари                               |                                      | 12                                   | 0,03%                                |
| Руси                                 | Руси                                 |                                      | 10                                   | 0,06%                                |
| Словенци                             | Словенци                             |                                      | 3                                    | 0,01%                                |
| Украјинци                            | Украјинци                            |                                      | 3                                    | 0,01%                                |
| Немци                                | Немци                                |                                      | 3                                    | 0,01%                                |
| непознато/неизјашњени                | непознато/неизјашњени                |                                      | 893                                  | 5,29%                                |

| \| \| м \| \| \| ж \| \| ? \| 91 \| \| \| 112 \| \| 80+ \| 95 \| \| \| 119 \| \| 75—79 \| 171 \| \| \| 249 \| \| 70—74 \| 255 \| \| \| 348 \| \| 65—69 \| 348 \| \| \| 401 \| \| 60—64 \| 362 \| \| \| 420 \| \| 55—59 \| 496 \| \| \| 460 \| \| 50—54 \| 759 \| \| \| 817 \| \| 45—49 \| 791 \| \| \| 800 \| \| 40—44 \| 672 \| \| \| 746 \| \| 35—39 \| 561 \| \| \| 646 \| \| 30—34 \| 569 \| \| \| 651 \| \| 25—29 \| 638 \| \| \| 670 \| \| 20—24 \| 658 \| \| \| 597 \| \| 15—19 \| 656 \| \| \| 609 \| \| 10—14 \| 582 \| \| \| 531 \| \| 5—9 \| 538 \| \| \| 534 \| \| 0—4 \| 425 \| \| \| 381 \| \| Просек : \| 36,8 \| \| \| 38,6 \| |      |  |  |      |
| |      |  |  |      |
| | м    |  |  | ж    |
| ? | 91   |  |  | 112  |
| 80+ | 95   |  |  | 119  |
| 75—79 | 171  |  |  | 249  |
| 70—74 | 255  |  |  | 348  |
| 65—69 | 348  |  |  | 401  |
| 60—64 | 362  |  |  | 420  |
| 55—59 | 496  |  |  | 460  |
| 50—54 | 759  |  |  | 817  |
| 45—49 | 791  |  |  | 800  |
| 40—44 | 672  |  |  | 746  |
| 35—39 | 561  |  |  | 646  |
| 30—34 | 569  |  |  | 651  |
| 25—29 | 638  |  |  | 670  |
| 20—24 | 658  |  |  | 597  |
| 15—19 | 656  |  |  | 609  |
| 10—14 | 582  |  |  | 531  |
| 5—9 | 538  |  |  | 534  |
| 0—4 | 425  |  |  | 381  |
| Просек : | 36,8 |  |  | 38,6 |

| Година пописа     | 1948. | 1953. | 1961. | 1971. | 1981. | 1991. | 2002. |
| ----------------- | ----- | ----- | ----- | ----- | ----- | ----- | ----- |
| Број домаћинстава | 2.074 | 2.291 | 2.874 | 3.767 | 5.075 | 5.630 | 6.212 |

| Број чланова      | 1     | 2     | 3     | 4     | 5   | 6   | 7  | 8  | 9 | 10 и више | Просек |
| ----------------- | ----- | ----- | ----- | ----- | --- | --- | -- | -- | - | --------- | ------ |
| Број домаћинстава | 1.185 | 1.557 | 1.416 | 1.449 | 392 | 153 | 45 | 11 | 2 | 2         | 2,84   |

| Пол    | Укупно | Неожењен/Неудата | Ожењен/Удата | Удовац/Удовица | Разведен/Разведена | Непознато |
| ------ | ------ | ---------------- | ------------ | -------------- | ------------------ | --------- |
| Мушки  | 7.122  | 2.064            | 4.484        | 258            | 285                | 31        |
| Женски | 7.645  | 1.620            | 4.496        | 921            | 596                | 12        |
| УКУПНО | 14.767 | 3.684            | 8.980        | 1.179          | 881                | 43        |

| Пол    | Укупно                    | Пољопривреда, лов и шумарство | Рибарство                            | Вађење руде и камена | Прерађивачка индустрија       |
| ------ | ------------------------- | ----------------------------- | ------------------------------------ | -------------------- | ----------------------------- |
| Мушки  | 3.752                     | 130                           | 2                                    | 0                    | 793                           |
| Женски | 3.170                     | 67                            | 0                                    | 0                    | 437                           |
| Укупно | 6.922                     | 197                           | 2                                    | 0                    | 1.230                         |
|        |                           |                               |                                      |                      |                               |
| Пол    | Производња и снабдевање   | Грађевинарство                | Трговина                             | Хотели и ресторани   | Саобраћај, складиштење и везе |
| Мушки  | 340                       | 237                           | 590                                  | 88                   | 313                           |
| Женски | 88                        | 66                            | 601                                  | 176                  | 97                            |
| Укупно | 428                       | 303                           | 1.191                                | 264                  | 410                           |
|        |                           |                               |                                      |                      |                               |
| Пол    | Финансијско посредовање   | Некретнине                    | Државна управа и одбрана             | Образовање           | Здравствени и социјални рад   |
| Мушки  | 51                        | 161                           | 321                                  | 152                  | 138                           |
| Женски | 87                        | 210                           | 229                                  | 339                  | 499                           |
| Укупно | 138                       | 371                           | 550                                  | 491                  | 637                           |
|        |                           |                               |                                      |                      |                               |
| Пол    | Остале услужне активности | Приватна домаћинства          | Екстериторијалне организације и тела | Непознато            | Непознато                     |
| Мушки  | 124                       | 0                             | 0                                    | 312                  | 312                           |
| Женски | 127                       | 3                             | 0                                    | 144                  | 144                           |
| Укупно | 251                       | 3                             | 0                                    | 456                  | 456                           |

## Привреда
Привреда Неготина и целе општине је у врло лошем стању. Већина предузећа послује са губитком и процес приватизације је у повоју. Ликвидност је један у низу проблема са којима се суочавају предузећа, недостатак финансијских средстава и неповољна кредитна политика онемогућавају ревитализацију привреде. Пад куповне моћи становништва условљава пад промета трговинских предузећа. Сива економија и нелојална конкуренција отежавају рад истих. Већина предузећа је забележила пад обима производње као и смањење искоришћености капацитета. Мала привреда има значајан удео у укупној економској делатности општине. Највеће предузеће у општини је Хемијска индустрија „Прахово“, у овом тренутку запошљава око 800 људи.
Становништво села око Неготина углавном издржавају чланови породице који су на привременом раду у земљама Европске уније. Један од најзначајнијих природних ресурса у општини Неготин је река Дунав која протиче на удаљености од око 10 km од самог града и представља значајну европску саобраћајницу.
Такође, велика површина пољопривредног земљишта изузетних карактеристика као и адекватни климатски услови погодују развоју свих ратарских, повртарских, воћарских и виноградарских култура. Нарочито су значајне виноградарске културе по којима је овај крај био познат и у 19. веку. Са 0,98 ha обрадиве земље по становнику, Крајина спада у подручја са изузетним погодностима за развој пољопривреде.

## Култура
Неготин је родно место композитора Стевана Мокрањца и у његову част се сваке године одржава музичка свечаност Мокрањчеви дани. Ту се налази Кућа Стевана Мокрањца. Од споменика културе ту је и Зграда Дома ЈНА у Неготину. Народна читаоница - "читалиште" је основано око 1850. године, а обновило рад на крају 1856. године. Заслугом Стефана Ћирића секретара код Начелства, уписало се тада 60 чланова читаоничког Друштва. Читалиште ће за публику набављати осим српских листова још: два немачка, два руска, и по један бугарски и влашки.
У Неготину је постојао већи број кафана.
Овде се налазе Историјски архив Неготин и Музеј Крајине у Неготину.
- Градски музеј Неготин
- Двориште музеја
- Мокрањчева кућа у Неготину
- Стара црква Свете Богородице у Неготину
- Црква Свете Тројице у Неготину
- Стари Дом културе
- Дом ЈНА
- Историјски архив у Неготину
- Хотел „Париз” у Неготину око 1930. године

### Образовање
Основна школа у самом Неготину отворена је 1824. године, гимназија 15 година касније, а Женска школа 1851. године.
Три градске, седам осморазредних сеоских и специјална основна школа, уз гимназију, пољопривредну, техничку и музичку (основну и средњу) школу, чине образовну мрежу општине Неготин данас.
Неготин је, од 1910. године па до краја 20. века, имао и учитељску школу (Педагошку академију), која је последњих година свога рада трансформисана у Вишу школу за образовање васпитача, да би одлуком Министарства просвете 2001. године била коначно укинута.
- Зграда Педагошке академије
- Основна школа основана је 1824. године
- Неготинска гимназија основана је 1839. године

### Историјски локалитети
На 25 km западно од Неготина налази се касноантички локалитет Врело Шаркамен. Овај резиденцијално-меморијални комплекс потиче с краја 3. и почетка 4. века. Сам комплекс царске палате се простире се на 25 ha. У једном од пет видљивих објеката - Маузолеју царице мајке је 1996. године откривен сет златног царског накита (налази се у Народном музеју у Београду), са елементима који датирају читав комплекс у период између 293. до 311. године, односно у време владавине Галерија и Максимина Даје.
Други антички локалитет у Крајини је римски град Ад Аквас, који се налазио на обали Дунава код села Прахова и у време свог највећег просперитета крајем 2. и почетком 3. века бројао је између 15 и 20 хиљада житеља. Поред Прахова налазила се и велика лука у којој су пронађени остаци римских лађа и неколико надгробних споменика који се данас налазе у Музеју Крајине у Неготину.

## Познате личности
- Хајдук Вељко Петровић, погинуо бранећи Неготин 1813.
- Ђорђе Станојевић, физичар и пројектант првих хидроелектрана у Србији
- Стеван Стојановић Мокрањац, композитор
- Јован Атанацковић, генерал српске војске и председник Централног одбора Београда Српске четничке организације
- Јован Мишковић, генерал српске војске и председник Српске краљевске академије
- Петар Живковић, премијер Југославије за време Шестојануарске диктатуре
- Петар Мишић, југословенски генерал и политичар
- Радован Казимировић, правник и теолог
- Бранко Лазаревић, дипломата, естетичар
- Драгиша Стојадиновић, учесник балканских ратова и Првог светског рата, политичар и сниматељ
- Бранко Вукосављевић , први командант ратног ваздухопловства Краљевине СХС
- Вук Караџић је такође провео неколико година на служби као писар у Неготину, и то му је било једино стално запослење уопште у животу
- Слободан Мисић, српско-канадски рукометни тренер
- Предраг Рајковић, познати фудбалски голман, бранио је за Хајдук Вељко, Црвену звезду, Макаби Тел Авив, као и младу селекцију Србије.
- Јелена Томашевић, српска поп певачица, представљала је Србију на Евросонгу 2008.
- Слободан Домаћиновић, српски певач, извођач влашке народне музике.
- Стеван Фрицман, први апотекар у Неготину, знаменити предузетник, 1842-1901.

## Галерија
- Стара апотека
- Неготински парк
- Манастир Буково
- Манастирска црква